# Acer heptalobum
Acer heptalobum é uma espécie de árvore do gênero Acer, pertencente à família Aceraceae.